# 圣艾蒂安-拉西戈涅
圣艾蒂安-拉西戈涅（法語：Saint-Étienne-la-Cigogne，法語發音：[sɛ̃.t‿etjɛn la siɡɔɲ]）是法国德塞夫勒省的一个旧市镇，属于尼奥尔区。2018年，圣艾蒂安-拉西戈涅与邻近的3个市镇合并为新市镇普莱讷达尔让松。

## 地理
圣艾蒂安-拉西戈涅（46°6'53"N, 0°29'20"W）面积4.82 平方千米，位于法国新阿基坦大区德塞夫勒省，该省份为法国西部内陆省份，北起曼恩-卢瓦尔省，西接旺代省，南至夏朗德省和滨海夏朗德省，东临维埃纳省。
与圣艾蒂安-拉西戈涅接壤的市镇（或旧市镇、城区）包括：米尼翁河畔德伊、孔泰斯新城、贝尔维尔、布瓦斯罗勒。

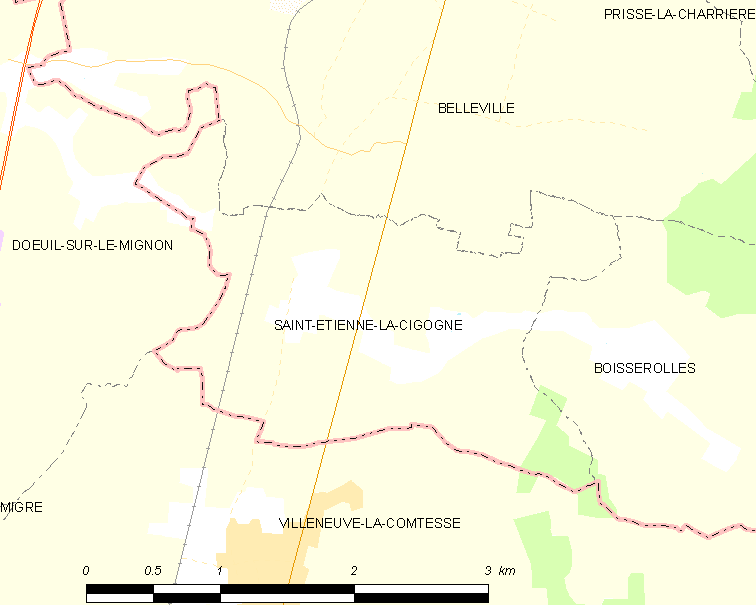
圣艾蒂安-拉西戈涅的OSM定位图

圣艾蒂安-拉西戈涅的时区为UTC+01:00、UTC+02:00（夏令时）。

## 行政
圣艾蒂安-拉西戈涅的邮政编码为79360，INSEE市镇编码为79247。

## 政治
圣艾蒂安-拉西戈涅所属的省级选区为米尼翁-布托讷县。

## 人口

1962-2008年间圣艾蒂安-拉西戈涅人口变化图示

圣艾蒂安-拉西戈涅于2018年1月1日时的人口数量为159人。